# Gerichte der französischen Kolonien in Preußen
Die Gerichte der französischen Kolonien in Preußen waren in Preußen für Prozesse zuständig, die ausschließlich die Bewohner der aus religiösen Gründen nach Preußen geflüchteten, huguenottischen französischen Kolonien betraf.

## Geschichte
Nach dem Edikt von Fontainebleau vom 22. Oktober 1685 durch den französischen König Ludwig XIV., in dem der Katholizismus zur Staatsreligion erklärt und die Ausübung anderer Konfessionen und Religionen verboten wurde, erließ der brandenburgische Kurfürst Friedrich Wilhelm nur wenige Tage später am 29. Oktober das Edikt von Potsdam, in welchem er die evangelisch-reformierten hugenottischen Glaubensflüchtlinge einlud, nach Brandenburg-Preußen zu kommen. Diesen wurden Sonderrechte angeboten, wie eine zehnjährige Steuerfreiheit, Befreiung vom Militärdienst und finanzielle Förderung für Häuser und Werkstätten. Hierzu zählte auch eine eigene Gerichtsbarkeit.
Mit Allerhöchster Kabinettsorder, betreffend die künftige Verfassung der französischen Kolonie vom 30. Oktober 1809 hob König Friedrich Wilhelm III. die Sonderstellung der französischen Kolonie auf. Die Gerichtsbarkeit erster Instanz ging auf die jeweiligen königlichen Stadtgerichte bzw. Land- und Stadtgerichte über. In Berlin war dies das Stadtgericht Berlin. Die Aufgaben des Obergerichts gingen an die Oberlandesgerichte.

## Gerichte

### Untergerichte
In den einzelnen Kolonien, z. B. der Französischen Kolonie zu Magdeburg oder der Französischen Kolonie zu Berlin wurden daher Untergerichte eingerichtet. Diese bestanden zunächst aus einem Einzelrichter, dem bei Bedarf Assessoren beigegeben wurden. 1690 wurden die Untergerichte erweitert. Der Spruchkörper bestand nun aus drei Richtern. Die Gerichte waren für alle Konflikte zuständig, die ausschließlich Franzosen betraf, mit Ausnahme von Militärpersonen und am Hof attachierten Personen. Für die ländlichen französischen Gemeinden wurde ein Inspektor berufen.
Die Prozessordnung vom 14. April 1699 basierte auf dem Code Louis. 

### Obergericht
In Berlin wurde ein französisches Obergericht für alle Untergerichte der französischen Kolonien eingerichtet. Es hatte seinen Sitz zunächst in gemieteten Räumen und nutzte ab 1705 gemeinsam mit dem französischen Konsistorium und dem französischen Collége einen Neubau, der als französisches Rathaus bezeichnet wurde.

### Revisionsinstanz
Auch gegen Entscheidungen des Obergerichtes war Revision möglich, wenn der Streitwert 400 Taler überschritt. Eine feste Revisionsinstanz gab es zunächst nicht. Im Einzelfall wurden aus der französischen Gemeinde drei Kommissare benannt, die das Revisionsurteil fällten. 1705 wurde eine formelle Revisionsinstanz geschaffen, das Tribunal d'Orange (aus dem Fürstentum Orange waren etwa 3000 Hugenotten nach Berlin geflüchtet). Es bestand aus dem Präsidenten und Räten des Parlaments von Orange. 1816 wurde es aufgelöst und seine Aufgabe dem Oberappellationsgericht Berlin (später Preußisches Obertribunal) übertragen.

## Richter
Erster Richter des Französischen Untergerichts in Berlin wurde Charles Ancillon. Sein Bruder Joseph Ancillon erhielt die Berufung als Oberrichter. 1699 löste ihn sein Neffe Charles Ancillon ab.